# 江汉市
江汉市，是中共湖北省委、湖北省政府原定设立的地级市，由潜江市、天门市、仙桃市，这三个省直辖县级市合并而成，最终未设立。
该地级市虽未成立，但在司法系统中，三地事务均由上级机构统一管理，设有湖北省汉江中级人民法院、湖北省人民检察院汉江分院。

## 历史
2000年2月，在潜江市第四届人民代表大会第二次会议期间，潜江市人大代表姚立法得知湖北省委、省政府在未与地方民意充分沟通的情况下，将潜江市、天门市、仙桃市合并为江汉市，并有可能即将获国务院批准后，联合其他代表，向大会提交了一封《关于强烈要求市人大常委会立即向全国人大、国务院发传真、打电报反映潜江人民坚决反对成立江汉市的议案》。姚立法领衔、166名潜江市人大代表签名（潜江代表总数为318人）起草呼吁信《请人民的总理为人民做主，不要批准湖北成立江汉市》，紧急传真至国务院，书信内容为：
|  | 朱总理并各位副总理： 我们是出席湖北省潜江市第四届二次人民代表大会的代表，对湖北省委、省政府向国务院申报成立江汉市的行为，表示坚决反对。新成立一个地区一级的市来管辖潜江、天门、仙桃三个县级市，一不顺天时，二不合地利，三不通人和。 不顺天时，指不符合当前全国正在进行的政府改革机构、精简人员的大局。成立地区一级的江汉市，对发展经济没有半点好处，只能安排 一批省级机关精简下来的干部…… 不合地利，指建江汉市要占用大量农田，有违国策。潜江、天门、仙桃三地现行的行政执法管理体系十分顺畅，没有必要再在县级市头上加一个婆婆来管理。 不通人和，指当前民心思富、民心思稳，建立江汉市所需十几亿乃至几十亿巨资，以及每年都要消耗上亿政府日常支出资金，都要压到3个小市承担，不合民意。 有鉴于此，我们许多代表都无心开会了。我们强烈呼吁：天时不可违，地利不可悖，民意不可忤。恳请人民的总理不要批准成立江汉市。 |

国务院向湖北省回复有关批示，最终江汉市未成功设立。